# Arma-goddamn-motherfuckin-geddon
«Arma-goddamn-motherfuckin-geddon» es el título del segundo sencillo del álbum de estudio The High End of Low de Marilyn Manson, lanzado en 2009. El CD sencillo fue lanzado ese mismo año, el 18 de mayo.

## Crítica
Source Lo llamó Conjunto de sonidos excitantes, excelente trabajo aunque llega a ser un tanto boba, Metal Hammer lo llamó al video uno de los mejores de la banda excelentes efectos y candentes mujeres-mickey, llegando a compararlo con The Beautiful People en cuestiones de producción. Rolling Stone lo llamó buen video, mala canción.

## Censura
El título de la canción ha sido censurado varias veces en los Estados Unidos llamándose así: Arma-godd**n-motherf**kin-geddon.
El vídeo fue transmitido varias veces en MTV con una censura masiva al llegar al grado de distorsionar un 75% la canción.

## Lista de canciones
UK CD Single

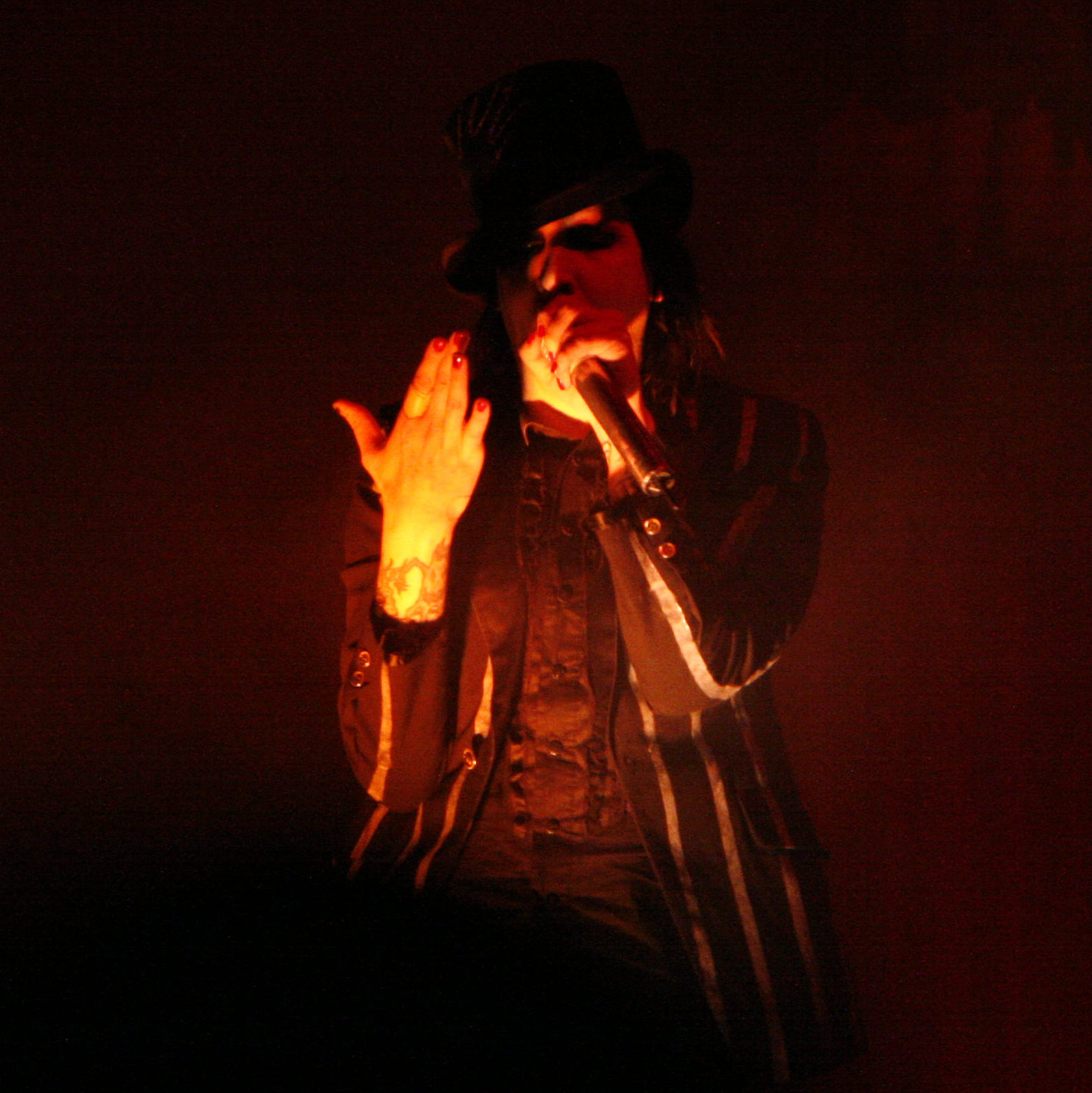
Marilyn Manson en el Eurockéennes de 2007

1. Arma-goddamn-motherfuckin-geddon
2. Arma-goddamn-motherfuckin-geddon (The Teddybears Remix)

UK 7-inch
1. Arma-goddamn-motherfuckin-geddon
2. Arma-goddamn-motherfuckin-geddon (versión alternativa)

UK CD Single Promo
1. Arma-goddamn-motherfuckin-geddon (The Teddybears Remix)
2. Arma-goddamn-motherfuckin-geddon (The Teddybears: Remix inédito)
3. Arma-goddamn-motherfuckin-geddon (versión del álbum)
4. Arma-goddamn-motherfuckin-geddon (versión inédita)

EU CD Single EP
1. Arma-goddamn-motherfuckin-geddon
2. Arma-goddamn-motherfuckin-geddon (The Teddybears Remix)
3. Arma-goddamn-motherfuckin-geddon (versión alternativa)
4. Arma-goddamn-motherfuckin-geddon (versión de radio)

## Posiciones
| Listas                                | Posición | País           |
| ------------------------------------- | -------- | -------------- |
| Germany (Media Control Charts)        | 67       | Alemania       |
| U.K. (The Official Charts Company)    | 114      | Reino Unido    |
| U.S. Billboard Mainstream Rock Tracks | 37       | Estados Unidos |